# Folkets hus, Mölndal
Folkets hus i Mölndal är ett folkets hus beläget vid Stadshusplatsen i Mölndal som uppfördes under åren 1957–1959 efter ritningar av Gunnar Gräslund. En ombyggnad skedde år 1982, då Mölndals stadsbibliotek fick utökade lokaler.

## Historia
Den första Folkets hus-föreningen i Mölndal bildades år 1907 av Mölndals socialdemokratiska ungdomsförbund och Verdandilogen. Möten hölls i "Smockeboet" på Kryssgatan 6. Året efter byggdes ett Folkets hus vid Trädgårdsgatan. År 1930 skapades en ekonomisk förening för att bygga ett Folkets hus i centrala Mölndal och en tomt inköptes vid Göteborgsvägen 5 år 1932. Då den tomten inte var lämplig, inköptes istället en tomt vid Knarrhögsgatan/Göteborgsvägen.
Efter andra världskrigets slut fick arkitekten Gunnar Gräslund i uppgift att rita ett Folkets hus. Byggandet kom att samordnas med byggandet av stadshuset, så att byggnaderna placerades i vinkel mot varandra.
Byggandet av Folkets hus inleddes år 1957 och det invigdes 1959. Det kom att inrymma lokaler för möten, en festlokal, samt biograf och teaterlokalen Möllan. Stadsbiblioteket, Apoteket och Skandinaviska Banken hyrde lokaler i Folkets hus. Apoteket och banken flyttade till Mölndals centrum när nya lokaler stod klara där och år 1982 genomfördes en större om- och tillbyggnad, varvid stadsbiblioteket fick utökade lokaler.